# Светислав Здравковић
Светислав Здравковић (Инђија, 25. мај 1947 — Београд, 5. октобар 2004) био је српски вајар.

## Биографија
Рођен је 25. маја 1947. године у Инђији. Дипломирао је вајарство на Факултету ликовних уметности Универзитета уметности у Београду. Током студија је путовао у Немачку и Енглеску. Самостално је излагао у Београду 1974. Учествовао је на групној изложби Октобарског салона, изложби „Генерација '73” у Београду, изложби новопримљених чланова Удружења ликовних уметника Србије, Пролећној изложби УЛУС-а и колонији скулптура „Острожац” 1974. године. Добитник је награде из фонда Владете Петрића и откупне награде на Октобарском салону 1973. Његови радови су изложени у Београду, Лондону, Хелсинкију и приватним збиркама. Преминуо је 5. октобра 2004. у Београду.